# جان باتيست جيه دو مارتيناك
 جان باتيست سيلفير جيه دو مارتيناك (بالفرنسية: Jean Baptiste Gaye, vicomte de Martignac)‏ (20 حزيران 1778 ـ 3 نيسان 1832) : محامي ورجل دولة فرنسي.

## حياته
ولد بتاريخ 20 حزيران 1788 في بوردو، ومات في باريس 3 آذار 1832. كان دو مارتيناك في بدايته سكرتيراً لدى السياسي عمانويل سييس، ثم التحق بالجيش لفترة قصيرة، وبعدها تفرغ قليلاً للأدب، إذ كتب عدة كتب صغيرة.

## روابط خارجية
- جان باتيست جيه دو مارتيناك على موقع الموسوعة البريطانية (الإنجليزية)